# Лисиця Павло Леонідович
Павло Леонідович Лисиця (1972—2024) — український військовослужбовець, солдат. Учасник російсько-української війни. Герой України (2025, посмертно).

## Життєпис
Народився 1972 року, проживав у селі Слобода-Ходацька , Барського району, Вінницької області .
Під час повномасштабного російського вторгнення — механік водій танка 14-ї бригади Національної гвардії «Червона калина».
Під час одного з бойових завдань екіпаж танку потрапив під обстріл, попри важкі поранення солдат Павло Лисиця залишився поруч з танком та вступив в стрілецький бій з противником, чим врятував екіпаж, який встиг покинути бойову машину.
Загинув 19 вересня 2024 року на Донеччині.

## Нагороди
- звання Герой України з удостоєнням ордена «Золота Зірка» (23 травня 2025, посмертно) — за особисту мужність і героїзм, виявлені у захисті державного суверенітету та територіальної цілісності України, самовіддане служіння Українському народові[5].